# 米萊爾峰
46°08′37″N 10°29′36″E / 46.14356°N 10.49346°E
米萊爾峰（義大利語：Corno Miller），是意大利的山峰，位於該國北部，由特倫蒂諾-上阿迪傑大區負責管轄，屬於阿達梅洛-普雷薩內拉阿爾卑斯山脈的一部分，海拔高度3,373米，每年平均降雨量1,357毫米。